# Glenomaru
Glenomaru es un pequeño asentamiento en The Catlins, un área de Otago, localizada en la Isla Sur de Nueva Zelanda. 

## Ubicación
Se encuentra situado a 10 kilómetros al norte de Owaka, en la carretera principal que va hasta Balclutha. El 7 de julio de 1891, se inauguró un ramal ferroviario desde Balclutha hasta Glenomaru, siendo la villa el término de la línea hasta que fue ampliada a Tahora el 16 de diciembre de 1895. Esta línea acabó por terminar en Tahakopa y era conocida como el ramal del Río Catlins. Cerró el 27 de febrero de 1971 quedando en la localidad algunos símbolos del paso del tren así como un túnel por el que pasaba el tren, que actualmente se puede visitar a pie.